# トマス・ウィルバー・クリドラー

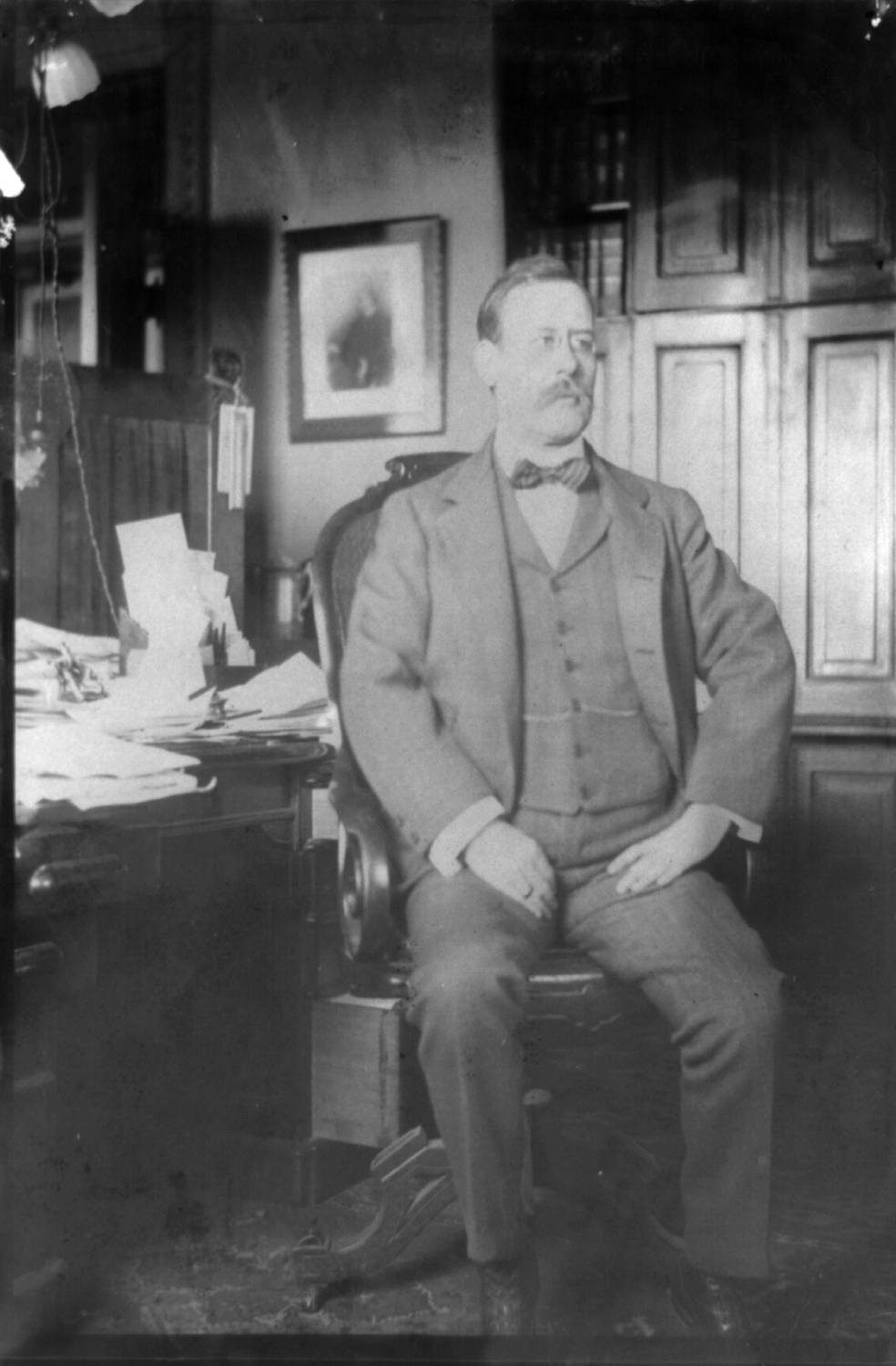
トマス・ウィルバー・クリドラー

トマス・ウィルバー・クリドラー（Thomas Wilbur Cridler, 1850年 - 1914年）は、アメリカ合衆国の政治家。

## 生涯
クリドラーは1850年に誕生した。
1897年4月8日、クリドラーはウィリアム・マッキンリー大統領からアメリカ合衆国第三国務次官補に任命され、着任した。クリドラーは1901年11月15日まで同職を務めた。
クリドラーは1914年に死去した。